# Alfred Roth (architecte)
Pour les articles homonymes, voir Roth.
Ne doit pas être confondu avec Alfred Roth.

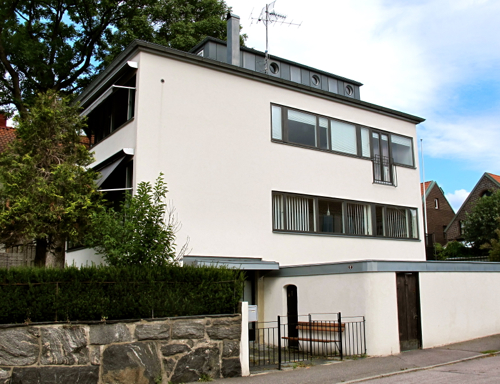
Maison et atelier d'Alfred Roth et Ingrid Wallberg dans la Prytzgatan à Göteborg.

Alfred Roth, né le 21 mai 1903 à Wangen an der Aare et mort le 20 octobre 1998 à  Zurich, est un architecte, designer et professeur d'université suisse. 
Roth est considéré comme le représentant le plus significatif du mouvement Neues Bauen et comme le porte-parole du modernisme. Il s'était également assigné la tâche de définir le jeu de couleurs adapté à ce style.

## Eléments de biographie et formation
Célibataire, Alfred Roth est le fils de Hermann Adolf, agriculteur et propriétaire d’une filature de crin de cheval, et de Maria Ida Obrecht.
Il étudie l'architecture chez Karl Coelestin Moser à l’EPF de Zurich (1922-1926), avant d'effectuer un stage dans l’atelier parisien de Le Corbusier et Pierre Jeanneret (1926-1928). Alfred Roth conçoit ses premiers bâtiments à Wangen pour ses parents, une porcherie en 1925 et un entrepôt pour la filature en 1928. 

## Vie professionnelle
En 1928 Alfred Roth ouvre son premier bureau en Suède, à Göteborg, avec l'architecte Ingrid Wallberg, mais deux ans plus tard il retourne en Suisse où il collabore à la construction du lotissement conçu par le Schweizerische Werkbund à Neubühl (Zurich). En 1932, il ouvre un nouveau bureau à Zurich en association avec son cousin l'architecte Emil Roth. Les deux hommes connaissent rapidement un succès international avec les deux villas à Doldertal (Zurich) réalisées avec l'architecte Marcel Breuer pour l’historien de l’art Siegfried Giedion (1932-1936).  
En 1940, Alfred Roth publie La Nouvelle Architecture, ouvrage qui connaît un succès mondial et en fait le héraut du Neues Bauen. L'architecte poursuit son engagement en contribuant à des revues spécialisées et en éditant la revue Das Werk (dès 1943). Avec l'ouvrage trilingue The new school / Das neue Schulhaus / La Nouvelle École (1950), il se fait ensuite connaître comme spécialiste des bâtiments scolaires, notamment dans le monde arabe, où il adapte ses constructions aux conditions climatiques et culturelles. L'exposition Das neue Schulhaus, organisée sous sa direction à Zurich en 1953, offre un état des lieux de la construction scolaire en Suisse.  À partir de 1949, il est professeur invité à l’université George-Washington de Saint-Louis (Missouri) et, en 1953, à Harvard ; de 1957 à 1971, il enseigne à l’EPF de Zurich. 
En sa qualité d’artiste (peintre, architecte) et d’ambassadeur de la culture (chargé de cours, auteur), Alfred Roth consacre sa vie entière à défendre les idées du Neues Bauen. Il a également été membre des Congrès internationaux d’architecture moderne (CIAM), membre d’honneur de diverses associations d’architectes et académies nationales des beaux-arts. L’université technique de Munich et l’Institut universitaire d’architecture de Venise lui ont décerné des doctorats honoris causa.